# Black Rock (Oregon)
Black Rock az Amerikai Egyesült Államok északnyugati részén, Oregon állam Polk megyéjében elhelyezkedő kísértetváros.

## Története
Louis Gerlinger 1903-ban 2800 hektárnyi területet vásárolt, majd két év múlva fia, George T. Gerlinger megvette a Dallas közeli fűrésztelepet, amit Black Rockkal vasútvonal kötött össze (Gerlingernek korábban már volt egy vasútvonala Washington államban Vancouver és Yacolt között). A település nevét valószínűleg az itt megtalálható agyagpaláról kapta.
Az 1906-ban megnyílt posta első vezetője Louis Gerlinger volt. A helység növekedésével három bolt, gyógyszertár, egytantermes iskola, két bár, társasházak és kifőzdék is létesültek. A települést hivatalosan 1910-ben jegyeztette be Charles K. Spaulding 22 nevesített és számozott utcával; a népességszám ekkor 600 és 1500 fő között volt.
1905 és 1913 között négy vállalat (Dallas Lumber Company, Great Western Lumber Company, Falls City Lumber Company és Charles K. Spaulding Lumber Company) is foglalkozott fenyőfeldolgozással, emellett 1915-ben egy további, a Jay S. Hamilton Lumber Company telepe is itt volt. 1913-ra a kitermelhető nyersanyag elfogyott, a cégek távozásával pedig a település lassú hanyatlásnak indult. 1943-ban a posta bezárt, a régió pedig az USA fatermesztési programjának része lett. 1945-ben a faiskola egy része leégett, de újraültették. 1960-ra a településen egy fatelep és egy biztonsági őr maradt; ekkorra a vasútforgalom megszűnt, később pedig a vágányokat is eltávolították; ekkortól a faanyagot tehergépjárművekkel szállították.

## Hegyi kerékpározás
Az egykori George T. Gerlinger Állami Erdő területe népszerű a kerékpárosok körében; a régió freeride kerékpározásra is alkalmas.

## Fordítás
- Ez a szócikk részben vagy egészben  a   Black Rock, Oregon című angol Wikipédia-szócikk ezen változatának fordításán alapul.  Az eredeti cikk szerkesztőit annak laptörténete sorolja fel. Ez a jelzés csupán a megfogalmazás eredetét és a szerzői jogokat jelzi, nem szolgál a cikkben szereplő információk forrásmegjelöléseként.